# 사소한 정의
《사소한 정의》(영어: Ancillary Justice)는 앤 레키의 2013년 SF 장편소설로, 그녀의 데뷔작이다. 《사소한 칼》, 《사소한 자비》로 이어지는 삼부작의 첫 번째 작품이다. 대한민국에는 아작에서 신해경 번역으로 출간되었다.

## 작품 소개
스페이스 오페라의 역사를 다시 쓴다!
미래 우주와 인공지능에 대한 과학적 상상『사소한 정의』. 2014년 한 해 SF 분야의 거의 모든 상을 휩쓸었고, 드라마화를 앞두고 있는 앤 레키의 전무후무한 데뷔작이다. 2013년부터 2015년까지 매년 나온 《사소한 정의》, 《사소한 칼》, 《사소한 자비》 세 편이 모두 평단과 독자의 지지를 받았으며 ‘라드츠 3부작’으로 불린다. 이 소설은 SF 역사 초기엔 서구에서도 비하되는 하위장르였던 스페이스 오페라가 백여 년의 역사 속에서 어떻게 사색과 경이와 재미를 동시에 추구할 수 있는 장르로 자라났는지를 보여준다.
먼 미래 우주. 인공지능 함선 군단을 앞세운 라드츠 제국은 전 우주 인류를 병합하려 한다. 병합의 한 현장에 선 대위와 ‘그녀’를 사랑한 인공지능은, 마치 예언의 한 조각처럼 음모의 함정에 빨려 들어가는데... 20년 후 차디찬 우주의 벽지 닐트 행성에 홀로 나타난 함선의 분체, 인간보다 인간적인 인공지능의 사랑과, 창조자를 향한 복수의 결말은 과연 어떻게 될까?